# 평양체육관
평양체육관(平壤體育館, 영어: Pyongyang Gymnasium, 또는 Pyongyang Indoor Stadium)은 조선민주주의인민공화국의 평양시 중심부인 중구역 천리마거리에 위치한 체육관으로 4층 규모이며 1973년 4월에 준공되었다.
각종 체육 경기뿐 아니라 대규모 군중집회가 열리기도 한다. 2013년 9월 리모델링 공사를 마치고 2013년 10월 3일 다시 문을 열었는데 12,000여 석의 관람석과 농구, 배구, 탁구를 비롯한 각종 체육종목들의 경기와 훈련을 할 수 있는 경기장과 훈련실, 식당 등이 갖춰졌다. 연건축면적은 약 70,000여 m2 규모인 것으로 알려졌다.
이곳에서는 여러 가지 정치행사와 체육대회 그리고 음악공연 행사까지 진행되며 근처에 조선민주주의인민공화국의 체육경기장인 빙상관과 회의, 문화행사를 열 수 있는 인민문화궁전이 있으며 보통강이 주변에 흐른다. 또 식당인 청류관이 체육관 앞으로 마주보고 있다.
2013년 리모델링 공사를 마치고 다시 문 열은 평양체육관
- 평양체육관 2014년 1월 모습
- 옆 모습
- 내부 모습 2014년 8월
- 주석단을 막은 내부 모습